# 멀리사 맨체스터
멀리사 맨체스터(Melissa Manchester, 1951년 2월 15일 ~ )는 미국의 싱어송라이터이자 배우이다.